# Președintele Statelor Unite Mexicane
Președintele Statelor Unite Mexicane (în spaniolă Presidente de los Estados Unidos Mexicanos este șeful de stat și de guvern al Mexicului.

## Puteri politice
Din punct de vedere executiv, președintele ale puteri neîngrădite. Prerogativele sale sunt în mare parte asemănătoare cu modelul președintelui Statelor Unite ale Americii.